# العلاقات الكاميرونية الغينية
العلاقات الكاميرونية الغينية هي العلاقات الثنائية التي تجمع بين الكاميرون وغينيا.

## مقارنة بين البلدين
هذه مقارنة عامة ومرجعية للدولتين:
| وجه المقارنة                                              | الكاميرون                      | غينيا       |
| --------------------------------------------------------- | ------------------------------ | ----------- |
| المساحة (كم2)                                             | 475.44 ألف                     | 245.86 ألف  |
| عدد السكان (نسمة)                                         | 24.05 مليون                    | 12.72 مليون |
| الكثافة السكانية (ن./كم²)                                 | 50.58                          | 51.74       |
| العاصمة                                                   | ياوندي                         | كوناكري     |
| اللغة الرسمية                                             | لغة فرنسية، لغة إنجليزية       | لغة فرنسية  |
| العملة                                                    | فرنك وسط أفريقي                | فرنك غيني   |
| الناتج المحلي الإجمالي (بليون دولار)                      | 34.80 مليار                    | 10.50 مليار |
| الناتج المحلي الإجمالي (تعادل القوة الشرائية) بليون دولار | 72.72 مليار                    | 15.24 مليار |
| الناتج المحلي الإجمالي الاسمي للفرد دولار أمريكي          | 1.22 ألف                       | 531         |
| الناتج المحلي الإجمالي للفرد دولار أمريكي                 | 2.97 ألف                       | 1.22 ألف    |
| مؤشر التنمية البشرية                                      | 0.512                          | 0.411       |
| رمز المكالمات الدولي                                      | +237                           | +224        |
| رمز الإنترنت                                              | .cm                            | .gn         |
| المنطقة الزمنية                                           | توقيت غرب أفريقيا، ت ع م+01:00 | 00          |

## منظمات دولية مشتركة
يشترك البلدان في عضوية مجموعة من المنظمات الدولية، منها:
| علم المنظمة | اسم المنظمة                                 | تاريخ انضمام الكاميرون | تاريخ انضمام غينيا |
| ----------- | ------------------------------------------- | ---------------------- | ------------------ |
|             | وكالة ضمان الاستثمار متعدد الأطراف          | 7 أكتوبر 1988          | 5 أكتوبر 1995      |
|             | الأمم المتحدة                               | 20 سبتمبر 1960         | 12 ديسمبر 1958     |
|             | الفريق المعني برصد الأرض                    | ?                      | ?                  |
|             | منظمة التعاون الإسلامي                      | ?                      | ?                  |
|             | منظمة حظر الأسلحة الكيميائية                | ?                      | ?                  |
|             | منظمة التجارة العالمية                      | ?                      | 25 أكتوبر 1995     |
|             | منظمة الشرطة الجنائية الدولية               | ?                      | ?                  |
|             | الاتحاد الأفريقي                            | ?                      | 1963               |
|             | البنك الإفريقي للتنمية                      | ?                      | ?                  |
|             | مؤسسة التنمية الدولية                       | 10 أبريل 1964          | 26 سبتمبر 1969     |
|             | يونسكو                                      | 11 نوفمبر 1960         | 2 فبراير 1960      |
|             | مجموعة دول أفريقيا والكاريبي والمحيط الهادئ | ?                      | ?                  |
|             | الاتحاد البريدي العالمي                     | ?                      | ?                  |
|             | البنك الدولي للإنشاء والتعمير               | 10 يوليو 1963          | 28 سبتمبر 1963     |
|             | أفريستات ‏                                   | 21 سبتمبر 1993         | 2000               |
|             | مؤسسة التمويل الدولية                       | 1 أكتوبر 1974          | 22 أكتوبر 1982     |
|             | المركز الدولي لتسوية المنازعات الاستشارية   | 2 فبراير 1967          | 4 ديسمبر 1968      |
|             | أحدى                                        | ?                      | ?                  |

## وصلات خارجية
- موقع وزارة الخارجية الكاميرونية